# Турје (Грчка)
Турје (грч. Κορυφή, Корифи) је насеље у Грчкој у општини Лерин, периферија Западна Македонија. Према попису из 2021. није било становника.
На попису из 1981. године Турје је имало 112 становника Словена.

## Становништво
| Година       | 1951 | 1961 | 1971 | 1981 | 1991 | 2001 | 2011 |
| ------------ | ---- | ---- | ---- | ---- | ---- | ---- | ---- |
| Становништво | 198  | 219  | 115  | 112  | 0    | 5    | 0    |